# Last Party 2000, la démocratie américaine dans tous ses états

Last Party 2000, la démocratie américaine dans tous ses états est un documentaire américain de Rebecca Chaiklin et Donovan Leitch sorti le 29 janvier 2003 en France.

## Distribution
- Philip Seymour Hoffman : lui-même - narrateur
- Ben Harper : lui-même
- Noam Chomsky : lui-même
- Harold Ford Jr. : lui-même (dans le rôle de Rep. Harold Ford Jr.)
- Tim Robbins : lui-même
- John Sellers : lui-même
- Susan Sarandon : elle-même
- Chris Shays : lui-même (dans le rôle de Rep. Chris Shays)
- Bill Maher : lui-même
- Rosie O'Donnell : elle-même
- Melissa Etheridge : elle-même
- Courtney Love : elle-même
- Arnold Schwarzenegger : lui-même (non crédité)